# 中村之保
中村 之保（なかむら ゆきやす、1944年9月11日 - ）は、元プロ野球選手である。ポジションは内野手（主に二塁手を守った）。北海道出身（ただし、森岡浩著『プロ野球人名事典』では、1990年版から2003年版まで一貫して神奈川県出身とされており、同書を出典にしたと見られるその他の資料でも神奈川県出身とするものが多い。なお、著者の森岡はこの記述に関しての出典を全く示していない）

## 来歴・人物
札幌市立啓明中学校から北海高校（北海道）に進み、甲子園に3回出場。1961年の第33回選抜高等学校野球大会では、1回戦で御坊商工に延長10回サヨナラ勝ち。2回戦は同期の今井義則投手が先発するが、この大会に優勝した法政二高の柴田勲に抑えられ敗退。中村は控え二塁手として途中出場し、柴田から二塁打を放つ。3年生の1962年は主将、遊撃手、一番打者をつとめる。第34回選抜高等学校野球大会は1回戦で元田昌義らのいた御所工に敗れる。同年第44回全国高等学校野球選手権大会は準々決勝に進出し、エース伊藤久敏を擁する久留米商と対戦。同期の松谷栄司投手が試合中に骨折、1期下の吉沢秀和投手が急遽リリーフするアクシデントもあり、9回に逆転負けした。他のチームメートに1期下の谷木恭平中堅手がいる。
高校卒業後は、法政大学に進学。東京六大学野球リーグでは在学中2回優勝。特に1965年春季リーグでは、四番打者の長池徳二外野手、同期のエース里見忠志とともに優勝に貢献している。翌1966年、4年時の春季リーグでは打率.314を記録。秋季リーグでは打率.339をマークし、ベストナイン（二塁手）に選出された。大学同期には里見の他、近藤徹三塁手がいた。
同年秋、第二次ドラフト1位指名にて、南海ホークスへ入団。俊足で守備力にも定評があり、1年目は主に遊撃手として62試合に出場したが、打撃面で伸び悩み、その後は出場数が激減した。1970年オフ、自由契約選手となり、阪神タイガースに移籍。移籍1年目は二塁手として60試合に出場した。しかし、翌1972年は15試合の出場に留まり、同年を最後に引退した。
エスエスケイの相談役を経て、現在は、エヌツーワールド代表取締役社長を務め、奈良県に在住。

## 詳細情報

### 年度別打撃成績
| 年 度     | 球 団     | 試 合 | 打 席 | 打 数 | 得 点 | 安 打 | 二 塁 打 | 三 塁 打 | 本 塁 打 | 塁 打 | 打 点 | 盗 塁 | 盗 塁 死 | 犠 打 | 犠 飛 | 四 球 | 敬 遠 | 死 球 | 三 振 | 併 殺 打 | 打 率 | 出 塁 率 | 長 打 率 | O P S |
| --------- | --------- | ----- | ----- | ----- | ----- | ----- | -------- | -------- | -------- | ----- | ----- | ----- | -------- | ----- | ----- | ----- | ----- | ----- | ----- | -------- | ----- | -------- | -------- | ----- |
| 1967      | 南海      | 62    | 83    | 78    | 3     | 13    | 2        | 1        | 0        | 17    | 3     | 3     | 0        | 1     | 1     | 3     | 0     | 0     | 22    | 1        | .167  | .195     | .218     | .413  |
| 1968      | 南海      | 26    | 22    | 19    | 2     | 3     | 1        | 0        | 0        | 4     | 2     | 1     | 2        | 0     | 0     | 1     | 0     | 2     | 3     | 0        | .158  | .273     | .211     | .483  |
| 1969      | 南海      | 5     | 5     | 5     | 1     | 1     | 0        | 0        | 0        | 1     | 0     | 1     | 0        | 0     | 0     | 0     | 0     | 0     | 2     | 0        | .200  | .200     | .200     | .400  |
| 1971      | 阪神      | 60    | 36    | 32    | 5     | 8     | 0        | 0        | 0        | 8     | 4     | 5     | 5        | 2     | 1     | 1     | 0     | 0     | 6     | 1        | .250  | .265     | .250     | .515  |
| 1972      | 阪神      | 15    | 1     | 1     | 3     | 0     | 0        | 0        | 0        | 0     | 0     | 1     | 0        | 0     | 0     | 0     | 0     | 0     | 0     | 0        | .000  | .000     | .000     | .000  |
| 通算：5年 | 通算：5年 | 168   | 147   | 135   | 14    | 25    | 3        | 1        | 0        | 30    | 9     | 11    | 7        | 3     | 2     | 5     | 0     | 2     | 33    | 2        | .185  | .222     | .222     | .444  |

### 背番号
- 24（1967年 - 1968年途中）
- 16（1968年途中 - 1969年）
- 31（1970年）
- 39（1971年 - 1972年）